# Bandera Centenario de La Voz de Avilés

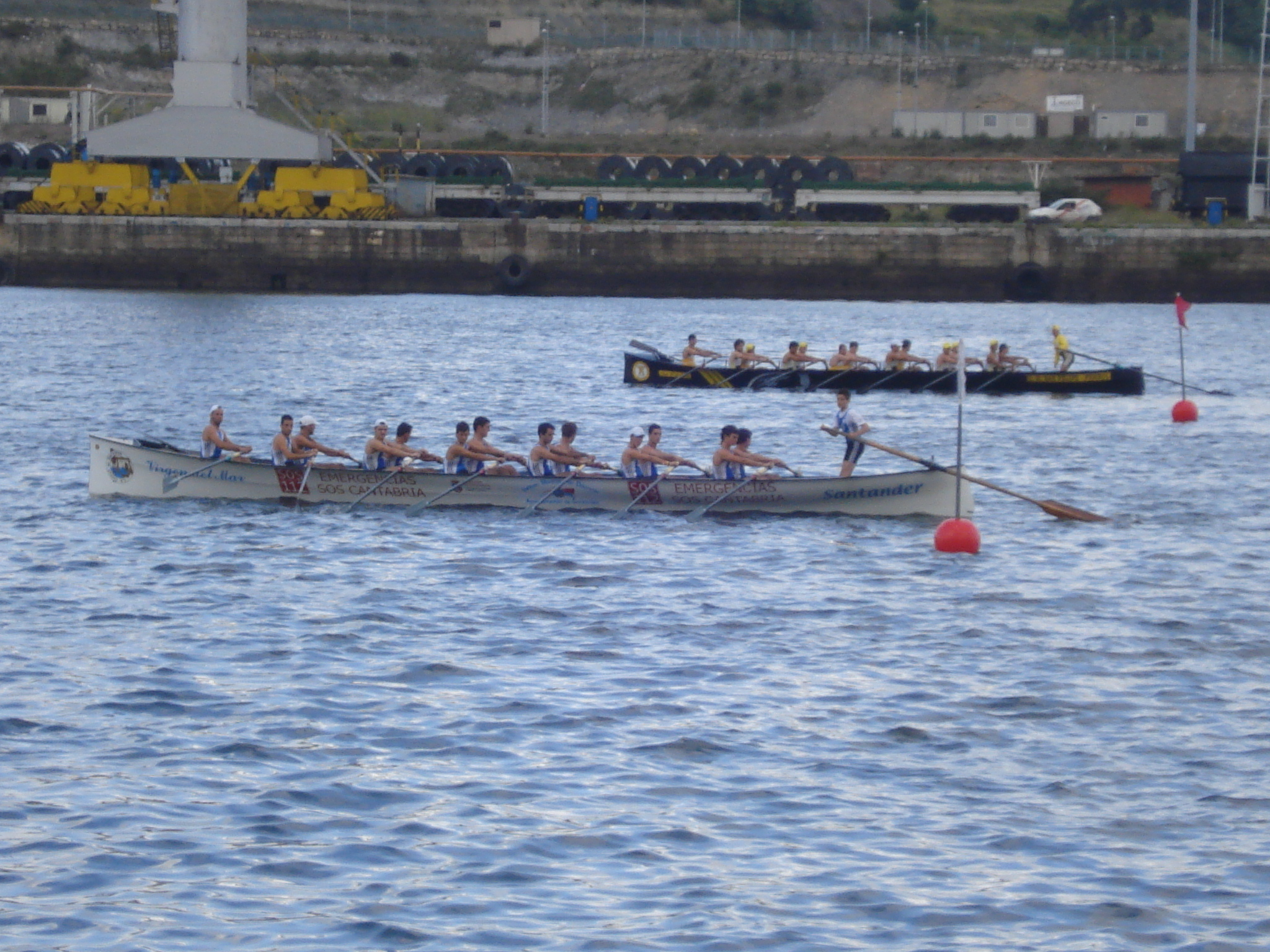
Bandera Centenario de La Voz de Avilés

La Bandera Centenario de La Voz de Avilés fue una competición de remo, concretamente de traineras, que tuvo lugar en Avilés en el año 2007.

## Historia
Fue una competición que se celebró el 1 de septiembre de 2007; en ella tomaron parte cinco tripulaciones, una asturiana (Club Náutico de Luanco), dos cántabras (el Laredo Remo Club y el Club de Remo Ciudad de Santander) y dos gallegas (el Club de Remo Cabo de Cruz de Boiro y el Club de Remo San Felipe de Ferrol). Compitieron en dos tandas, la primera con San Felipe, Santander y Luanco y la segunda con Laredo y Cabo da Cruz. Laredo se proclamó campeona de esta única edición.

## Resultado
| Pos. | Club         | Tiempo   |
| ---- | ------------ | -------- |
| 1º   | Laredo       | 20:27:02 |
| 2º   | Cabo da Cruz | 21:00:08 |
| 3º   | C. Santander | 22:34:33 |
| 4º   | San Felipe   | 23:16:05 |
| 5º   | Luanco       | 24:01:02 |